# SS Admiral Nachimov
SS Admiral Nachimov (rusky Адмирал Нахимов) byl sovětský osobní parník, který se potopil 31. srpna 1986 v Černém moři nedaleko Novorossijska. Při neštěstí zahynulo 423 osob.

## Historie

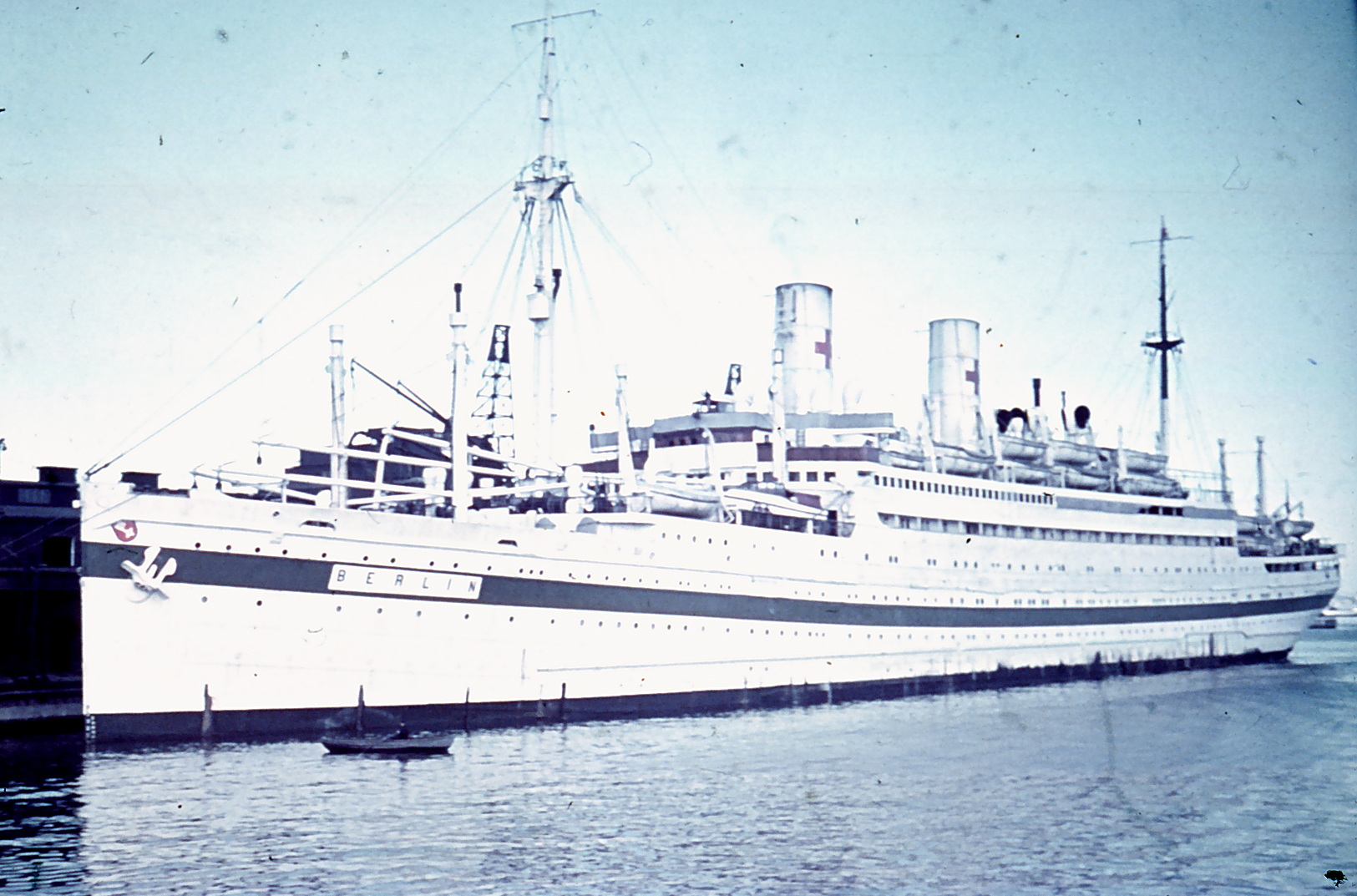
Berlin III za druhé světové války

Loď postavila německá loděnice Bremer Vulkan v Brémách. Na vodu byla spuštěna roku 1925 jako Berlin III. Sloužila zprvu jako pasažérská loď nasazená společností Norddeutscher Lloyd na trase Brémy – Southampton – Cherbourg – New York. Za nacistického režimu ji využívala k výletům organizace Kraft durch Freude a za druhé světové války byl Berlin III využíván jako nemocniční loď. V lednu 1945 se plavidlo zapojilo do operace Hannibal, jejímž cílem byla evakuace Němců z Východního Pruska. Nedaleko Svinoústí parník najel na minu, byl opuštěn a klesl ke dnu.
V roce 1949 Sověti loď vyzvedli, opravili a dali jí nové jméno podle admirála Pavla Nachimova. Od roku 1957 sloužila k přepravě osob na Černém moři, domovským přístavem byla Oděsa. V období karibské krize v roce 1962 byl Admiral Nachimov také využíván k přepravě sovětských vojáků na Kubu. V roce 1984 se kapitánem stal zkušený Vadim Markov.

## Katastrofa

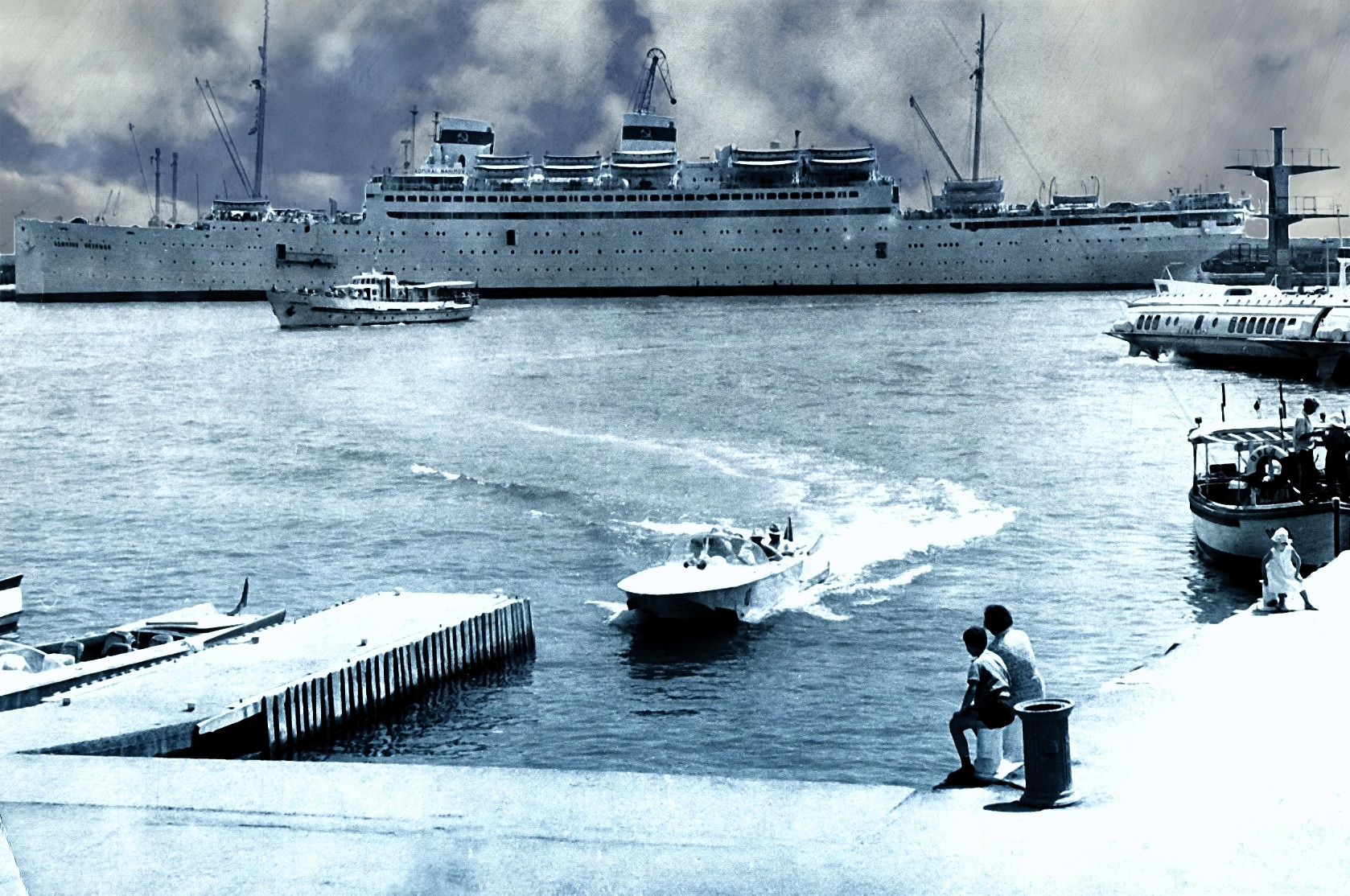
Admiral Nachimov 1965

Ve večerních hodinách 31. srpna 1986 posádka zpozorovala, že kurs parníku kříží loď na sypký náklad Pjotr Vasev, a varovala před možností srážky. Kapitán Vaseva Viktor Tkačenko odpověděl, že má situaci plně pod kontrolou. Když se však obě plavidla těsně přiblížila, důstojník na palubě Admirala Nachimova zpanikařil a bez konzultace s kapitánem nařídil zpětný chod. Na tento manévr už nestačil Pjotr Vasev zareagovat a ve 23 hodin 12 minut prudce narazil do levoboku osobní lodi. Vznikl otvor o velikosti osmdesáti čtverečních metrů a Admiral Nachimov šel ke dnu během pouhých sedmi minut, takže nestačil ani spustit záchranné čluny. Vzhledem k blízkosti pevniny a příznivému počasí byly okamžitě zahájeny záchranné práce, ale z 1243 lidí, kteří byli na palubě Admirala Nachimova, jich 423 utonulo. Šlo o jednu z největších tragédií v historii sovětské mořeplavby. O rok později se konal soudní proces, při kterém byli kapitáni obou lodí odsouzeni k patnácti letům vězení za zanedbání povinností.